# Mezinárodní festival komediálních filmů v Alpe d'Huez
Mezinárodní festival komediálních filmů v Alpe d'Huez (francouzsky Festival international du film de comédie de l'Alpe d'Huez) je francouzský filmový festival věnovaný filmovým komediím. Festival byl založen v roce 1997 a koná se každoročně v resortu Alpe d'Huez v departementu Isère během třetího lednového týdne. Soutěží na něm přibližně deset celovečerních filmů. Nabízí program s volným vstupem, který se skládá z projekcí krátkých a celovečerních filmů. Filmy v oficiálním výběru, v soutěži i mimo soutěž jsou promítány v celostátní předpremiéře za přítomnosti filmových štábů. Promítání probíhá v Palais des Sports & des Congrès v Alpe d'Huez.

## Historie
V roce 1997 nahradil Festival filmového humoru v Chamrousse, který se v letech 1976-1996 konal v zimním sportovním středisku Chamrousse.

## Přehled oceněných
- 1997:
  - Velká cena: Cuori al verde, režie Giuseppe Piccioni
  - Zvláštní cena poroty: Les Randonneurs, režie Philippe Harel
  - Cena diváků: La Vérité si je mens, režie Thomas Gilou
  - Cena za krátký film: I Got a Woman, režie Yvan Attal

- 1998:
  - Velká cena: Fixlování, režie, Stefan Schwartz
  - Zvláštní cena poroty: (G)rève party, režie Fabien Onteniente
  - Cena za krátký film: Une belle nuit de fête, režie Lionel Epp

- 1999:
  - Grand Prix, Zvláštní cena kanálu Comédie, Cena publika časopisu Première: Je règle mon pas sur le pas de mon père, režie Rémi Waterhous
  - Zvláštní cena poroty: Nedovo zázračné vzkříšení, režie Kirk Jones
  - Cena za krátký film: Můj šťastný den, režie Pascale Pouzadoux

- 2000:
  - Hlavní cena Mediavision: Muzungu, režie Massimo Martelli
  - Zvláštní cena poroty: Východ je východ, režie Damien O'Donnell a Pohár, režie Khyentse Norbu
  - Cena diváků - France Soir: Krása na zabití, režie Michael Patrick Jann
  - Cena za krátký film: Hommage à Alfred Lepetit, režie Jean Rousselot a Starting Bloc, režie Yves Hirschfeld

- 2001:
  - Hlavní cena Mediavision: Společně, režie Lukas Moodysson
  - Cena diváků - France Soir: Origine contrôlée, režie Zakia Tahiri a Ahmed Bouchaala
  - Cena za krátký film: Les Inévitables, režie Christophe Le Masne

- 2002: neuskutečněný ročník

- 2003:
  - Hlavní cena Mediavision a cena publika TPS Star: Moje tlustá řecká svatba, režie Joel Zwick
  - Zvláštní cena poroty: Co vtip, to mrtvola, režie Isabelle Doval
  - Zvláštní uznání poroty: Toutes les filles sont folles, režie Pascale Pouzadoux
  - Cena za krátký film: J'attendrai le suivant…, režie Philippe Orreindy

- 2004:
  - Hlavní cena Mediavision: La Grande Séduction, režie Jean-François Pouliot
  - Cena diváků programu Comedy: Syn nevěsty, režie Juan José Campanella
  - Zvláštní cena poroty: Something's Gotta Give, režie Nancy Meyers
  - Cena za krátký film: Junk, režie Éric Jameux
  - Zvláštní uznání za krátký film: Heureux événement, režie Fabiena Montagnera

- 2005:
  - Hlavní cena Mediavision a Cena mladé poroty: Tellement proches, režie Teresa de Pelegri a Dominic Harari
  - Zvláštní cena poroty a cena veřejnosti TPS Star: Chci se líbit, režie od Cécile Telerman
  - Zvláštní uznání poroty: 13dici a tavola, režie Enrico Oldoini
  - Cena za krátký film: Rien de grave, režie od Renaud Philipps

- 2006:
  - Hlavní cena hvězdy TPS: Manuale d'amore, režie Giovanni Veronesi
  - Cena mladé poroty: Nos jours heureux, režie Éric Toledano a Olivier Nakache
  - Cena publika: Nos jours heureux, režie Éric Toledano a Olivier Nakache
  - Cena pro nejlepšího herce: Pierre-François Martin-Laval za roli ve filmu Essaye-moi, režie Pierre-François Martin-Laval
  - Cena pro nejlepší herečku: Joséphine de Meaux za roli ve filmu Nos jours heureux, režie Éric Toledano a Olivier Nakache
  - Cena za krátký film: Tadeo Jones, režie Enrique Gata

- 2007:
  - Hlavní cena hvězdy TPS: Velké finále, režie Gerardo Olivares
  - Cena mladé poroty: Pur week-end, režie Olivier Doran
  - Cena diváků: Mon meilleur ennemi, režie Carlo Verdone
  - Zvláštní uznání a cena za nejlepší herecký výkon pro Karin Viardovou za roli ve filmu Ambiciózní, režie Catherine Corsini
  - Cena za krátký film: J'ai plein de projets, režie Karim Adda a Petit Poucet, režie Matthieu Rozé

- 2008:
  - Hlavní cena hvězdy TPS: Juno, režie Jason Reitman
  - Zvláštní cena poroty a Cena poroty pro mládež: Vítejte u Ch'tisů, režie Dany Boon
  - Cena za krátký film: Arrêt demandé, režie Thomas Perrier a La 17ème Marche, režie Karim Adda
  - Cena pro herce: Pascale Arbillot za roli ve filmu Náš nelítostný svět, režie Léa Fazer

- 2009:
  - Hlavní cena hvězdy TPS Star: La Première Étoile, režie Lucien Jean-Baptiste
  - Cena mladé poroty: Tellement proches, režie Éric Toledano a Olivier Nakache
  - Cena diváků: La Première Étoile, režie Lucien Jean-Baptiste
  - Cena za krátký film: Love Is Dead, režie Éric Capitaine
  - Coup de Cœur de la Profession: Amore, bugie e calcetto, režie Luca Lucini

- 2010:
  - Hlavní cena hvězdy TPS: Sumô, režie Sharon Maymon a Erez Tadmor
  - Zvláštní cena poroty: Zlatý holky, režie Géraldine Nakache a Hervé Mimran
  - Cena diváků Evropa 1: Zlatý holky, režie Géraldine Nakache a Hervé Mimran
  - Cena za interpretaci: José Garcia v Le Mac, režie Pascal Bourdiaux
  - Cena za krátký film: Le Petit Dragon od Bruno Collet
  - Coup de Cœur de la Professio: Sumô, režie Sharon Maymon a Erez Tadmor

- 2011:
  - Velká cena Orange Cinema: Napapiirin sankarit, režie od Dome Karukoski
  - Zvláštní cena poroty Screenvision: Une pure affaire, režie Alexandre Coffre
  - Cena diváků Evropa 1: Mon père est femme de ménage, režie Saphia Azzeddine
  - Cena pro nejlepšího herce: François Damiens za roli ve filmu Une pure affaire, režie Alexandre Coffre
  - Cena pro nejlepší herečku: Pascale Arbillot za roli ve filmu Une pure affaire, režie Alexandre Coffre
  - Cena za krátký film Orange Cinema: Ridicule, režie Audrey Najar a Frédéric Perrot
  - Coup de cœur de la profession: Napapiirin sankarit, režie Dome Karukoski

- 2012:
  - Velká cena Orange Cinema: Radiostars, režie Romain Levy
  - Zvláštní cena poroty Screenvision: Starbuck, režie Ken Scott
  - Cena diváků Evropa 1: Hasta La Vista, režie Geoffrey Enthoven
  - Cena za nejlepší mužský herecký výkon: Patrick Huard za roli ve filmu Starbuck, režie Ken Scott
  - Cena za nejlepší herečku: Elsa Zylberstein za roli ve filmu Plan de table, režie Christelle Raynal
  - Cena za krátký film Orange Cinema: Dog Sitting, režie Sara Verhagen a Si tu veux revoir ta mère, režie Xavier Douin
  - Oblíbená žena: Alice Belaïdi za roli ve filmu Radiostars, režie Romain Levy
  - Oblíbený muž: David Brecourt za roli ve filmu Nos plus belles vacances, režie Philippe Lellouche

- 2013:
  - Velká cena Orange Cinema: Dávám tomu rok, režie Dan Mazer
  - Zvláštní cena poroty: Pas très normales activités, režie Maurice Barthélemy
  - Cena diváků Virgin Radio: Zlatá klícka, režie Ruben Alves
  - Cena za herecký výkon: Chantal Lauby za roli ve filmu Zlatá klícka, režie Ruben Alves
  - Cena za krátký film Orange Cinema: Monsieur Leroy, režie Charles Henry a Simon Masnay

- 2014:
  - Velká cena Orange Cinema: Situation amoureuse : C'est compliqué, režie Manu Payet a Rodolphe Lauga
  - Zvláštní cena poroty: Babysitting, režie Philippe Lacheau a Nicolas Benamou
  - Cena diváků Studio Ciné Live: Babysitting, režie Philippe Lacheau a Nicolas Benamou
  - Cena za herecký výkon: Félix Moati ve filmu Libre et assoupi, režie Benjamin Guedj
  - Cena za krátký film Orange Cinema: Merry Christmas, režie Pablo Palazon
  - Zvláštní uznání za krátký film: Peuple de Mylonesse, pleurons la reine Naphus, režie Éric Le Roch

- 2015:
  - Velká cena Orange Cinema: Úplně poprvé, režie Noémie Saglio a Maxime Govare
  - Zvláštní cena poroty: A Love You, režie Paul Lefèvre
  - Cena diváků Studio Ciné Live: Papa ou Maman, režie Martin Bourboulon
  - Cena za herecký výkon: Pio Marmaï za roli ve filmu Úplně poprvé, režie Noémie Saglio a Maxime Govare
  - Cena za krátký film Orange Cinema: Qui de nous deux, režie Benjamin Bouhana

- 2016:
  - Velká cena Orange Cinema: La Vache, režie Mohamed Hamidi
  - Zvláštní cena poroty: Plný byt, režie François Desagnat
  - Cena diváků Studio Ciné Live & Kinder Bueno: La Vache, režie Mohamed Hamidi
  - Cena Michela Galabru - Cena za herecký výkon: Fatsah Bouyahmed za roli ve filmu La Vache, režie Mohamed Hamidi
  - Cena za krátký film Orange Cinema: Coup de Foudre, režie Guy Lecluyse a Un entretien, režie Julien Patry

- 2017:
  - Velká cena: L'Ascension, režie Ludovik Bernard
  - Zvláštní cena poroty: Sous le même toit, režie Dominique Farrugia
  - Cena diváků: L'Ascension, režie Ludovik Bernard
  - Cena pro nejlepší herečku: Alexandra Lamy za roli ve filmu Érica Lavaina Vyber si!, režie Audrey Dana
  - Cena za nejlepší mužský herecký výkon: Gilles Lellouche za roli ve filmu Sous le même toit, režie Dominique Farrugia
  - Cena pro nejlepšího herce ve vedlejší roli: Alice Belaïdi za roli ve filmu Kdybych byla kluk, režie Audrey Dana
  - Cena za krátký film: Speed/dating, režie Daniel Brunet a Nicolas Douste

- 2018:
  - Velká cena: La Finale, režie Robin Sykes
  - Zvláštní cena poroty: Hledá se plyšák, režie Philippe Mechelen a Julien Hervé
  - Cena diváků: Larguées, režie Eloïse Lang
  - Cena za nejlepší herečku: Camille Cottin za roli ve filmu Larguées, režie Eloïse Lang
  - Cena za nejlepšího herce: Thierry Lhermitte za roli ve filmu La Finale, režie Robin Sykes
  - Cena Unifrance za mezinárodní komedii roku: Zítra všechno začíná, režie Hugo Gélin
  - Cena za krátký film: Artem Silendi, režie Frank Ychou

- 2019:
  - Velká cena: Mon bébé, režie Lisa Azuelos
  - Zvláštní cena poroty: Les Crevettes pailletées, režie Maxim Govare a Cédric Le Gallo
  - Cena diváků: Jusqu'ici tout va bien, režie Mohamed Hamidi
  - Cena tisku: Rebelky, režie Allan Mauduit
  - Cena pro nejlepší herečku: Sandrine Kiberlainová za roli ve filmu Mon bébé, režie Lisa Azuelos
  - Cena pro nejlepšího herce: François Civil za roli ve filmu Láska na druhý pohled, režie Hugo Gélin
  - Cena za krátký film: O chlup, režie Laurianne Escaffre a Yvonnick Muller

- 2020:
  - Velká cena: Divorce Club, režie Michaël Youn
  - Zvláštní cena poroty: Tout nous sourit, režie Mélissa Drigeard
  - Cena diváků: Mine de rien, režie Mathias Mlekuz
  - Cena tisku: Divorce Club, režie Michaël Youn
  - Cena pro nejlepší herečku: Elsa Zylberstein za roli ve filmu Tout nous sourit, režie Mélissa Drigeard
  - Cena pro nejlepšího herce: Stéphane De Groodt za roli ve filmu Tout nous sourit, režie Mélissa Drigeard
  - Cena za krátký film: Partage, režie Johann Dionnet a Marc Riso a A fleur de boule, režie Patrick Cassir

- 2021: ročník zrušen kvůli pandemii covidu-19

- 2022:
  - Velká cena: Zaměstnanec měsíce, režie Jérôme Commandeur
  - Zvláštní cena poroty: Úsměv, prosím!, režie François Uzan
  - Cena diváků: (Ne)dvojčata, režie Wilfried Méance a Olivier Ducray
  - Cena pro nejlepší herečku: Audrey Lamy za roli ve filmu A do kuchyně!, režie Louis-Julien Petit
  - Cena pro nejlepšího herce: Antoine Bertrand, Louis Morissette, François Arnaud a Patrice Robitaille za role ve filmu Sbohem, štěstí, režie Ken Scott
  - Cena za krátký film: Celle qui n'avait pas vu Friends, režie Charlotte Gabris

- 2023:
  - Velká cena: 38°5 quai des orfèvres, režie Benjamin Lehrer
  - Zvláštní cena poroty: Les Petites Victoires, režie Mélanie Auffret
  - Cena diváků: Les Petites Victoires, režie Mélanie Auffret
  - Oblíbenec poroty: 23 Décembre, režie Miryam Bouchard
  - Cena pro nejlepší herečku: Brune Moulin za roli ve filmu La Plus Belle pour aller danser, režie od Victoria Bedos
  - Cena pro nejlepšího herce: William Lebghil za roli ve filmu Les Complices, režie Cécilia Rouaud
  - Cena za krátký film: Syndrome, režie Zulma Rouge a Cabane, režie Francis Magnin

- 2024:
  - Velká cena: Nous, les Leroy, režie Florent Bernard
  - Zvláštní cena poroty: Et plus si affinités, režie Olivier Ducray a Wilfried Meance
  - Cena diváků: Et plus si affinités, režie Olivier Ducray a Wilfried Meance
  - Oblíbenec poroty: Bis Repetita, režie Emilie Noblet
  - Cena pro nejlepší herečku: Isabelle Carré za roli ve filmu Et plus si affinités, režie Olivier Ducray a Wilfried Meance
  - Cena pro nejlepšího herce: Bernard Campan za roli ve filmu Et plus si affinités, režie Olivier Ducray a Wilfried Meance
  - Cena festivalu Alpe d'Huez – region Auvergne-Rhône-Alpes: Máme prachy!, režie Maxim Govare a Romain Choay
  - Cena za krátký film: Allez ma fille, režie Chloé Jouannet a Les Gendarmes et les Voleurs, režie Adrien Guedra-Degeorges a Maxime Azzopardi

- 2025:
  - Velká cena: Avignon, režie Johann Dionnet
  - Zvláštní cena poroty: Les Règles de l'art, režie Dominique Baumard
  - Cena diváků: Le répondeur, režie Fabienne Godet
  - Zvláštní uznání poroty: L'amour c'est surcoté, režie Mourad Winter
  - Cena pro nejlepší herečku: Hélène Vincent a Juliette Gasquet za role ve filmu On ira, režie Enya Baroux
  - Cena pro nejlepšího herce: Benjamin Lavernhe za roli ve filmu Le Mélange des genres, režie Michel Leclerc
  - Coup de coeur des Alpes - region Auvergne-Rhône-Alpes: Avignon, režie Johann Dionnet
  - Cena Canal+ pro nejlepší film: Avignon, režie Johann Dionnet
  - Cena za krátký film: Des doigts en or, režie Chryssa Florou